# Migami
Les Migami sont une population du Tchad vivant dans le canton du même nom, la sous-préfecture de Baro dans la province du Guéra, à l'est de Mongo.ils sont établis dans la chaîne montagneuse de l'Abou Telfane

## Ethnonymie
Selon les sources et le contexte, on observe plusieurs formes : Migami, Migaami, Megami,

## Population
Sous le nom de « Jongor Abou Telfane », le recensement de 1991 dénombre 23 253 personnes, tandis qu'une publication de 1992 estime le nombre de Migami à 40 000.

## Langue
Ils parlent le migaama, une langue tchadique, dont le nombre de locuteurs a été évalué à 20 000 en 2000.

## Religion
Majoritaires musulmans,tidjanites et sunites

## Culture
Les migaamis fêtent comme les autres musulmans deux fêtes (iyd al-fitr et iyd-al-adha
Avec d'autres fêtes saisonnières

## Économie
Leur mode de vie est plutôt sédentaire. Ils pratiquent l'agriculture (mil, sésame, arachide, légumes) et l'élevage.